# Soimah Pancawati
Soimah Pancawati (n. 29 de septiembre de 1980, Yogyakarta), es una cantante, actriz, comediante y presentadora de televisión indonesia. Ella ha incursionado en los siguientes géneros musicales como el campursari, pesindhèn, ketoprak, Java pop, hip-hop y dagelan. Se graduó en el Middle school y continuó sus estudios en el SMKI (Indonesian Musical High School). Se hizo conocer como cantante tras presentarse en un programa de televisión difundida por la red ANTV.

## Discografía

### Sencillos
| Año  | Title           | Álbum            | Discográfica                            |
| ---- | --------------- | ---------------- | --------------------------------------- |
| 2014 | "Pelet Cinta"   | Non-album single | Pelangi Records                         |
| 2015 | "Woyo-Woyo"     | Non-album single | Pelangi Records                         |
| 2016 | "Lukisan Kisah" | Non-album single | Pelangi Records                         |
| 2017 | "Hooka Hooke"   | Non-album single | Mugi Turah Entertainment & X-Code Films |

## Filmografía

### Televisión
| Año          | Título                  | Personaje | Notas                        | Canal    |
| ------------ | ----------------------- | --------- | ---------------------------- | -------- |
| 2011–2012    | Comedy Project          | Herself   | Comedy show                  | Trans TV |
| 2012–2014    | @Show_Imah              | Herself   | Comedy talkshow              | Trans TV |
| 2012–2014    | Indonesia Mencari Bakat | Herself   | Judge                        | Trans TV |
| 2012         | Sedap Malam             | Herself   | Comedy talkshow              | ANTV     |
| 2013         | Opera Van Java          | Herself   | Guest star                   | Trans 7  |
| 2013         | Yuk Kita Sahur          | Herself   | Ramadhan comedy variety show | Trans TV |
| 2013–2014    | Yuk Keep Smile          | Herself   | Comedy variety show          | Trans TV |
| 2014         | Sahurnya Ramadhan       | Ma'e      | Ramadhan comedy variety show | Trans TV |
| 2014         | Ngabuburit              | Herself   | Comedy variety show          | Trans TV |
| 2014         | Lenong Rempong          | Herself   | Comedy variety show          | Trans 7  |
| 2015–present | So Semprul              | Herself   | Comedy variety show          | SCTV     |
| 2015         | D'Terong Show           | Herself   | Dangdut variety show         | Indosiar |
| 2015         | D Academy 2             | Herself   | Commentator                  | Indosiar |
| 2015         | D Academy Asia          | Herself   | Commentator                  | Indosiar |
| 2016         | D Academy 3             | Herself   | Commentator                  | Indosiar |
| 2016         | D Academy Celebrity     | Herself   | Judge                        | Indosiar |
| 2016         | Dance Icon Indonesia 2  | Herself   | Judge                        | SCTV     |

### Cine
- 2017: Musik untuk Cinta[2]